# ميكايل هافستروم
ميكايل هافستروم هو مخرج وسيناريست سويدي، أشتهر لإخراجه فيلم 1408 وخطة هروب.

## وصلات خارجية
- ميكايل هافستروم على موقع IMDb (الإنجليزية)
- ميكايل هافستروم على موقع ألو سيني (الفرنسية)
- ميكايل هافستروم على موقع أول موفي (الإنجليزية)
- ميكايل هافستروم على موقع بوكس أوفيس موجو (الإنجليزية)
- ميكايل هافستروم على موقع قاعدة بيانات الأفلام السويدية (السويدية)
- ميكايل هافستروم على موقع قاعدة بيانات الفيلم (الإنجليزية)
- ميكايل هافستروم على موقع كينوبويسك (الروسية)